# Gerhard Mauer
Gerhard Mauer (* 25. Februar 1935 in Berlin-Schöneberg) ist ein ehemaliger deutscher Landrat.

## Leben
Gerhard Mauer studierte Rechtswissenschaften in Tübingen und Berlin. In Tübingen wurde er 1955 Mitglied der Studentenverbindung Tübinger Königsgesellschaft Roigel. 1959 legte er das erste und 1963 das zweite juristische Staatsexamen ab. Seine berufliche Laufbahn begann 1963 als Regierungsassessor beim Landratsamt Nürtingen. 1966 ging er als Regierungsrat bzw. Oberregierungsrat zum Regierungspräsidium Tübingen. Von 1970 bis 1971 war Gerhard Mauer Erster Landesbeamter beim Landratsamt Freudenstadt. Bedingt durch die bevorstehende Kreisreform leitete er das Landratsamt von 1971 bis 1972 als Amtsverweser. Als der neue Landkreis Freudenstadt zum 1. Januar 1973 gebildet wurde, wählte man ihn zum Landrat. Diese Position bekleidete er bis zum Jahr 2000.